# 조정무
조정무(1940년 8월 14일 ~ 2013년 6월 23일)는 대한민국의 기자, 정치인이다. 제16대 국회의원을 지냈다.

## 생애
경기도 남양주에서 태어났다. 장현초등학교, 성동중학교, 성동고등학교를 졸업했다. 경희대학교 법학과를 졸업한 뒤 한국일보에 들어갔다. 한국일보 경제 담당 논설위원을 지냈다.  1983년 민주화추진협의회 운영위원을 거쳐 1984년 신민당 구리ㆍ남양주ㆍ양평지구당 위원장을 지냈다. 제16대 한나라당 국회의원에 당선됐다. 국회 교육위원회, 건설교통위원회, 정치개혁특위 위원 등을 지냈다.
2013년 지병으로 별세했다.

## 역대 선거 결과
|  | 4.1% |

|  | 3.44% |

|  | 16.12% |

|  | 8.79% |

|  | 22.71% |

|  | 15.44% |

|  | 36.81% |

|  | 40.16% |

|  | 4.12% |